# إدي دبس
إدي دبس (بالإنجليزية: Eddie Dibbs) مواليد 23 فبراير 1951 في بروكلين، نيويورك، الولايات المتحدة، هو لاعب كرة مضرب أمريكي سابق بدأ مسيرته كمحترف سنة 1972 وكان يلعب باليد اليمنى، اعتزل اللعب في 1984. أعلى تصنيف له في الفردي كان المركز الـ 5 في سنة 1978.

## الخط الزمني للفردي
مفتاح
| ف | ن | ن.ن | ر.ن | د# | د.م | ل | أ.أ | ت | غ | ب | ف | ذ | م.خ | ل.ت |

(ف) فاز بالبطولة (ن) وصل النهائي (ن.ن) نصف النهائي (ر.ن) ربع النهائي (د#) الأدوار الأربعة الأولى (د.م) دور المجموعات (ل) شارك في كأس ديفيز (أ.أ) خرج من الأدوار الاولى (ت) خسر التصفيات التأهيلية (غ) غاب عن الحدث أو البطولة (ب) حصل على ميدالية برونزية (ف) حصل على ميدالية فضية (ذ) حصل على ميدالية ذهبية (م.خ) بطولة الماسترز خُفضت إلى مرتبة أقل (ل.ت) البطولة لم تعقد في السنة المعينة.
لتجنب الارتباك وازدواجية الحساب، يتم تحديث هذه المعلومات إما في نهاية البطولة، أو عندما تكون مشاركة اللاعب في البطولة قد انتهت.
| الدورة            | 1972 | 1973 | 1974 | 1975 | 1976 | 1977 | 1978 | 1979 | 1980 | 1981 | م.ف    |
| ----------------- | ---- | ---- | ---- | ---- | ---- | ---- | ---- | ---- | ---- | ---- | ------ |
| أستراليا المفتوحة | غ    | غ    | غ    | غ    | غ    | غ    | غ    | غ    | غ    | غ    | 0 / 0  |
| فرنسا المفتوحة    | غ    | د1   | د4   | ن.ن  | ن.ن  | د2   | ر.ن  | ر.ن  | د3   | د3   | 0 / 9  |
| بطولة ويمبلدون    | غ    | غ    | د2   | غ    | غ    | غ    | غ    | غ    | غ    | غ    | 0 / 1  |
| أمريكا المفتوحة   | د2   | د1   | غ    | ر.ن  | ر.ن  | د3   | د3   | ر.ن  | د2   | غ    | 0 / 8  |
| فوز-خسارة         | 1–1  | 0–2  | 4–2  | 9–2  | 9–2  | 3–2  | 6–2  | 8–2  | 3–2  | 2–1  | 0 / 18 |

## روابط خارجية
- إدي دبس على موقع رابطة محترفي التنس (الإنجليزية)
- إدي دبس على موقع الاتحاد الدولي لكرة المضرب (الإنجليزية)
- إدي دبس على موقع خلاصة التنس.كوم (الإنجليزية)